# نجف‌آباد (کرمانشاه)
نجف‌آباد (کرمانشاه)، روستایی از توابع بخش فیروزآباد شهرستان کرمانشاه در استان کرمانشاه ایران است.

## جمعیت
این روستا در دهستان سرفیروزآباد قرار دارد و براساس سرشماری مرکز آمار ایران در سال ۱۳۸۵، جمعیت آن ۴۲۲ نفر (۸۳خانوار) بوده‌است.

## سنگ‌نبشته آشوری
شهرت این روستا به این خاطر است که در طی نیم قرن اخیر ستون سنگ چهارگوش مخروط شکل به‌طور اتفاقی یافت شد که در آن تصویر سارگون دوم نقر و در ابعاد آن به خطوط میخی و زبان آشوری احتمالاً فرامین سارگون دوم نوشته شده‌است. این منشور هم‌اکنون در موزه ایران باستان نگهداری می‌گردد.